# Ed Podivinsky
Ed Podivinsky, né le 8 mars 1970 à Edmonton, est un ancien skieur alpin canadien.

## Jeux olympiques
- Jeux olympiques de 1994 à Lillehammer (Norvège) :
  -  Médaille de bronze en Descente

## Coupe du monde
- Meilleur résultat au classement général : 23e en 1994
  - 1 victoire : 1 descente

### Saison par saison
- Coupe du monde 1991 :
  - Classement général : 74e
- Coupe du monde 1992 :
  - Classement général : 100e
- Coupe du monde 1993 :
  - Classement général : 130e
- Coupe du monde 1994 :
  - Classement général : 23e
    - 1 victoire en descente : Saalbach
- Coupe du monde 1995 :
  - Classement général : 35e
- Coupe du monde 1996 :
  - Classement général : 30e
- Coupe du monde 1997 :
  - Classement général : 38e
- Coupe du monde 1998 :
  - Classement général : 43e
- Coupe du monde 1999 :
  - Classement général : 131e
- Coupe du monde 2000 :
  - Classement général : 26e
- Coupe du monde 2001 :
  - Classement général : 127e
- Coupe du monde 2002 :
  - Classement général : 126e

### Arlberg-Kandahar
- Meilleur résultat : 5e place dans le combiné 1994 à Chamonix